# کومبیا (کلمبیا)
کومبیا (به اسپانیایی: Cumbia) یک ریتم و رقص فولکلور در کلمبیا است. این سبک موسیقی و رقص از سه فرهنگ سرخ‌پوستی و سیاه‌پوستی (آفریقایی) و در درجهٔ بعدی سفیدپوستی (اسپانیایی) به وجود آمده و پایه‌های بنیادین آن متعلق به فرهنگ پیشا-کلمبی سرخ‌پوستان است که در زمان فتح و استعمار آمریکای لاتین بازسازی و دگرگون شد. محقق، خیرمو آبادیا مورالس، در "خلاصه‌ای از فرهنگ عامهٔ کلمبیا", دوره ۳، شماره ۷ منتشر شده در سال ۱۹۶۲ می‌گوید: «منشأ زامبو این موسیقی با سازهای سرخ‌پوستان و سیاه‌پوستان قابل توضیح است. موسیقی این گروه‌های قومی شاد و تند بودند و از طبل آفریقایی نیز در آن‌ها استفاده شده. همچنین قوم‌نگاری آنان را می‌توان با شیوهٔ رقص‌ها تطبیق داد»

## پوشش جغرافیایی

پوشش جغرافیایی کومبیا در کشور کلمبیا.

این سبک از کومبیا در حال حاضر در ناحیه کارائیب کلمبیا و در نواحی اطراف دلتای رود ماگدالنا و شهرستان بولیوار، سانتا کروز د مامپوکس رواج گسترده‌ای دارد.

## جشنواره

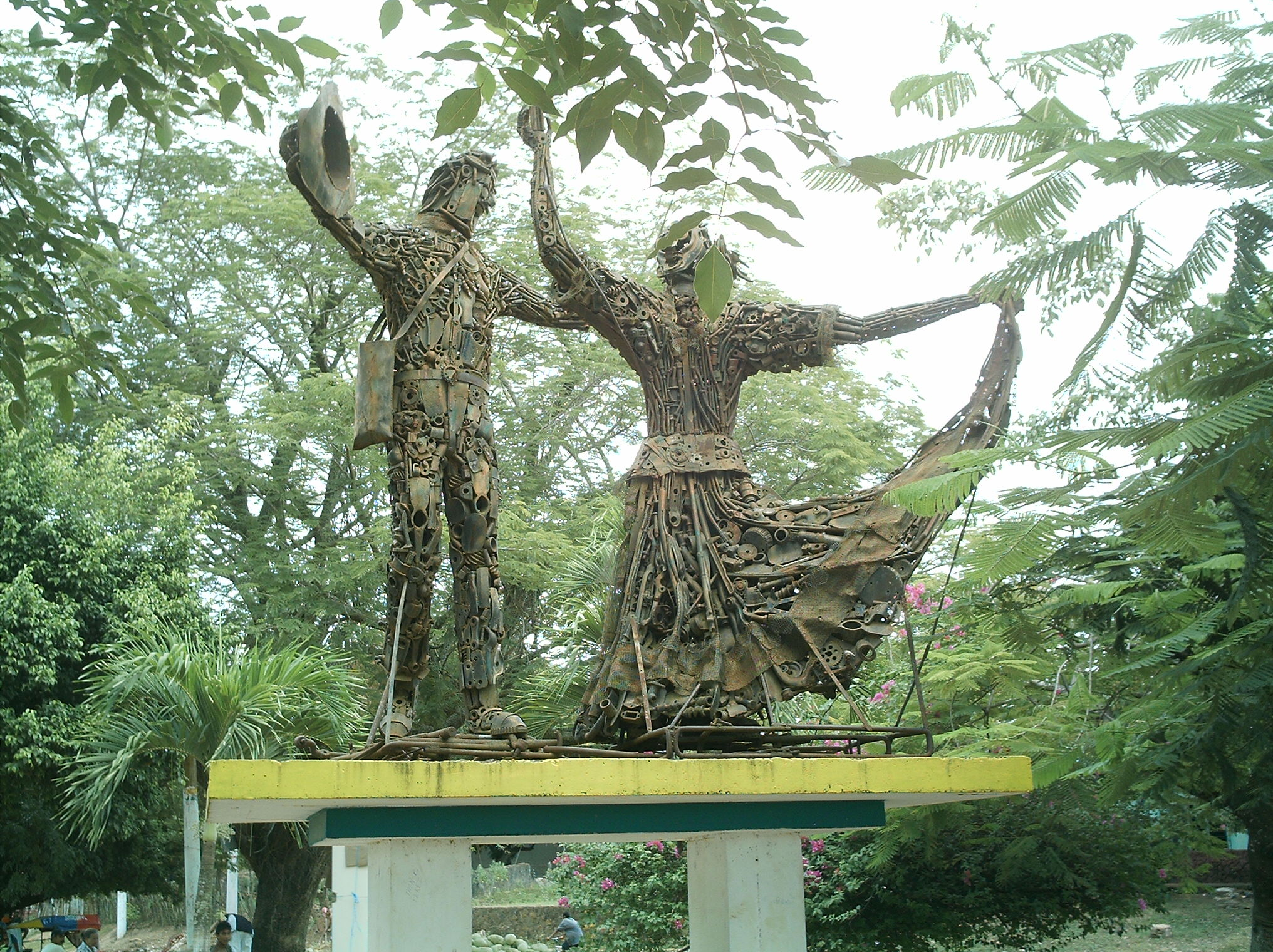
بنای یادبود کومبیا در ال بانکو، بخش ماگدالنا.

برترین جشنواره‌های کومبیا عبارتند از:
- جشنواره ملی کومبیا "خوزه باروس": که سالانه در ال بانکو، بخش ماگدالنا اجرا می‌شود. میراث فرهنگی کشور توسط کنگره کلمبیا در سال ۲۰۱۳ حامی این فستیوال شناخته شد.[۴][۵]
- جشنواره ملی کومبیامبا: که جشن سالانه‌ای در سرته، بخش کوردوبا است.[۶]
- سیرناتو د لا کومبیا: جشن سالانه در پورتو کلمبیا، بخش آتلانتیکو.[۷]
- جشنواره کومبیا د آتوکتونا دل کاراییب کلمبیانو: جشن سالانه در بارانکیا.[۸]
- فستیوال بایلادرس د کومبیا: جشن سالانه در بارانکیا.